# Sean Rayhall
Sean Rayhall, né le 10 mars 1995 à Winston (en) aux États-Unis, est un pilote automobile américain.
Il a remporté le championnat pilote European Le Mans Series en 2017 dans la catégorie LMP3.

## Carrière
En 2013, Sean Rayhall a réalisé ses premiers pas dans la catégorie LMPC en participant aux Petit Le Mans avec l'écurie 8Star Motorsports aux mains d'une Oreca FLM09. Après avoir longtemps mené l'épreuve avec son coéquipier Oswaldo Negri Jr., il a dû laisser filer la victoire pour 11 petites secondes.
En 2014, avec la fusion des championnats American Le Mans Series et Rolex Sports Car Series, Sean Rayhall s'engage dans le nouveau championnat United SportsCar Championship dans la catégorie LMPC. Alors que tout semblait indiquer qu'il allait rester fidèle à l'écurie 8Star Motorsports, il s'engagea aux 24 Heures de Daytona avec l'écurie BAR1 Motorsports car 8Star Motorsports ne pouvait pas lui assurer d’un contrat à plein temps,. 8Star Motorsports annonça alors qu'il était confirmé pour l’intégralité de la saison avec comme copilote James Kovacic.Il finira les 24 Heures de Daytona en 7e position dans sa catégorie. Pour la seconde épreuve du championnat, les 12 Heures de Sebring, Sean Rayhall changea de nouveau d'écurie pour revenir aux 8Star Motorsports. Par la suite, il participera à l'intégralité du championnat dans cette écurie. La saison se soldera par deux victoires, une aux Oak Tree Grand Prix et une aux Lone Star Le Mans ainsi que trois autres podiums. Il finira le championnat piloté en 6e position avec 244 points.
En 2015, l'écurie 8Star Motorsports diversifie ses activités et s'engage dans le championnat Indy Lights. Sean Rayhall fera donc sa première apparition dans ce championnat au Barber Motorsports Park. Sur un total de 9 courses, il en gagna deux et monta également deux fois sur la seconde marche du podium. En endurance, Sean Rayhall ne participa qu'à 4 manches du championnat United SportsCar Championship, toujours dans la catégorie LMPC. Il participa ainsi à deux manches avec le BAR1 Motorsports et deux autres manches avec le 8Star Motorsports. Comme meilleur résultat, il monta sur la deuxième marche du podium aux Grand Prix de Mosport. La saison sera également être agrémentée par une première participation aux 24 Heures de Spa, mais cela ne se fera finalement pas.

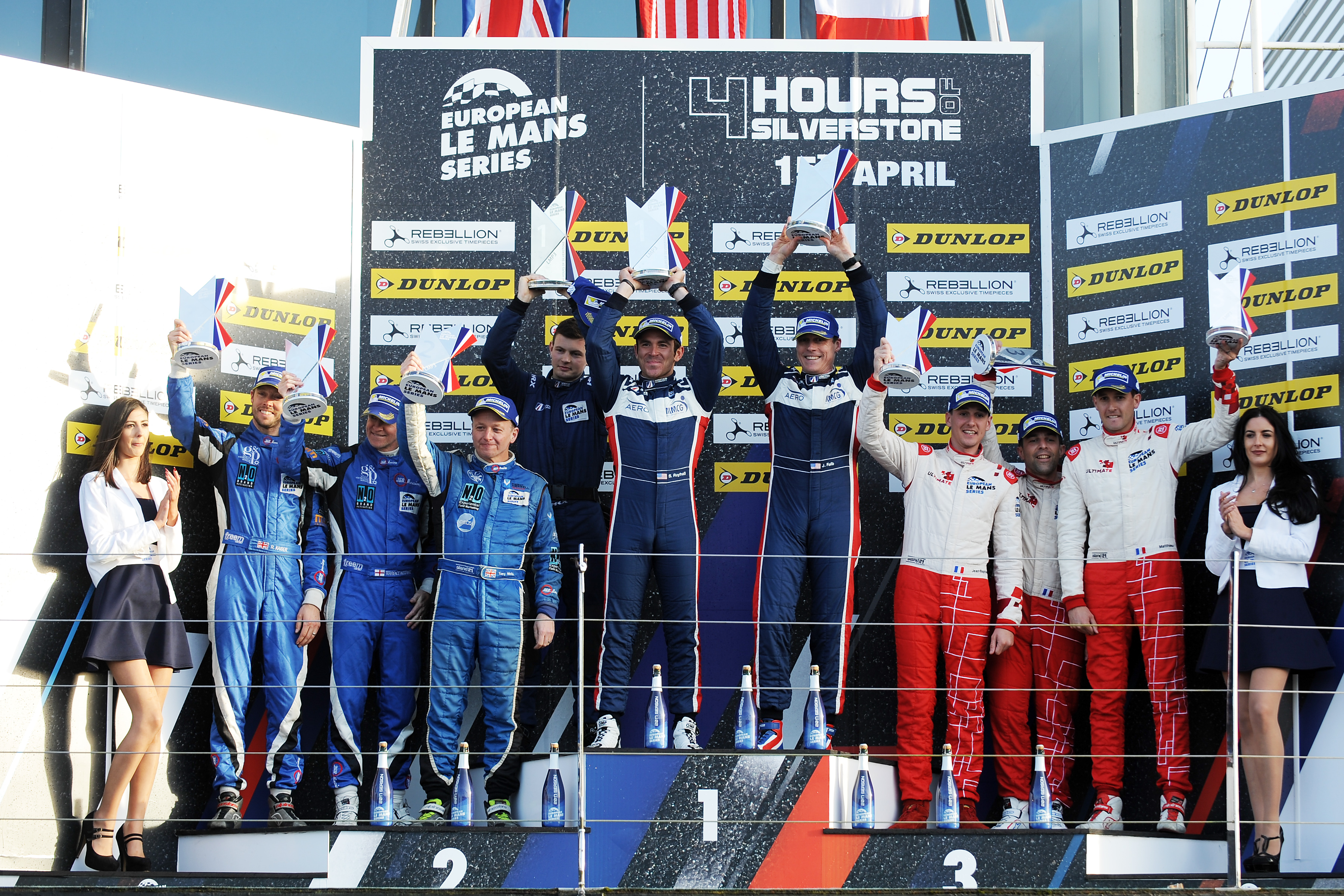
Podium de la catégorie LMP3 des 4 Heures de Silverstone 2017

En 2016, la saison de Sean Rayhall a été particulièrement chargée avec une participation à l'intégralité du championnat United SportsCar Championship avec l'écurie Panoz DeltaWing Racing dans la catégorie Prototype ainsi que la participation à l'intégralité du championnat European Le Mans Series avec l'écurie Graff dans la catégorie LMP3. Pour l'une des manches ou les prototypes n'étaient pas éligible dans championnat United SportsCar Championship, Il a profité pour agrémenter sa saison d'une épreuve en dans la catégorie LMPC avec l'écurie 8Star Motorsports. Malgré cette grande activité, il ne remporta pas d'épreuves cette année-la.
En 2017, Sean Rayhall diminue son implication dans le championnat United SportsCar Championship où il ne participe qu'aux 24 Heures de Daytona et aux 12 Heures de Sebring pour se concentrer sur European Le Mans Series avec l'écurie United Autosports. Il réalisa alors l'une de ses meilleures saisons en gagnant les 4 Heures de Silverstone et les 4 Heures du Castellet. Il monta également sur le podium en trois autres occasions. Il finira le championnat piloté en 1re position avec 103 points.
En 2018, Sean Rayhall continue son engagement en European Le Mans Series avec l'écurie United Autosports et remet son titre en jeu. Pour agrémenter sa saison, il participa également à trois manches du United SportsCar Championship, les 24 Heures de Daytona avec HART et les 12 Heures de Sebring et Petit Le Mans avec 3GT Racing. Les résultats obtenus durant la saison ont été en retrait par rapport à la saison précédente.
En décembre 2018, Sean Rayhall annonce qu'il met un terme à sa carrière de pilote. Quelques mois plus tard, il annonça qu'il participerait à "15-20 courses" dans une voiture de sprint car avec le Michael Racing Group comme passe-temps tout en poursuivant sa licence immobilière.

## Palmarès

### European Le Mans Series
| Année | Ecurie            | Châssis      | Moteur                      | Classe | 1      | 2       | 3        | 4        | 5     | 6     | Position | Points |
| ----- | ----------------- | ------------ | --------------------------- | ------ | ------ | ------- | -------- | -------- | ----- | ----- | -------- | ------ |
| 2016  | Graff             | Ligier JS P3 | Nissan VK50VE 5,0 l V8 Atmo | LMP3   | SIL 13 | IMO Abd | RBR 7    | LEC Abd. | SPA 7 | EST 4 | 11e      | 24.5   |
| 2017  | United Autosports | Ligier JS P3 | Nissan VK50VE 5,0 l V8 Atmo | LMP3   | SIL 1  | MON 9   | RBR 2    | LEC 1    | SPA 3 | POR 2 | 1re      | 103    |
| 2018  | United Autosports | Ligier JS P3 | Nissan VK50VE 5,0 l V8 Atmo | LMP3   | LEC 5  | MON 5   | RBR Abd. | SIL 7    | SPA   | POR   | 12e      | 26     |

### Championnat WeatherTech SportsCar
| Année | Ecurie                 | Châssis         | Moteur                  | Classe | 1      | 2     | 3     | 4     | 5      | 6     | 7     | 8     | 9       | 10    | 11     | Position | Points |
| ----- | ---------------------- | --------------- | ----------------------- | ------ | ------ | ----- | ----- | ----- | ------ | ----- | ----- | ----- | ------- | ----- | ------ | -------- | ------ |
| 2014  | BAR1 Motorsports       | Oreca FLM09     | Chevrolet 6,2 l V8 Atmo | PC     | DAY 7  |       |       |       |        |       |       |       |         |       |        | 6e       | 244    |
| 2014  | 8Star Motorsports      | Oreca FLM09     | Chevrolet 6,2 l V8 Atmo | PC     |        | SEB 5 | LGA 2 | KAN 3 | WGL 10 | IMS 6 | ELK 2 | VIR 1 | AUS 1   | ATL 7 |        | 6e       | 244    |
| 2015  | BAR1 Motorsports       | Oreca FLM09     | Chevrolet 6,2 l V8 Atmo | PC     | DAY    | SEB   | LBH   | LGA   | WGL    | MOS 2 | ELK 5 | VIR   |         |       |        | 18e      | 85     |
| 2015  | 8Star Motorsports      | Oreca FLM09     | Chevrolet 6,2 l V8 Atmo | PC     |        |       |       |       |        |       |       |       | AUS Np. | ATL 7 |        | 18e      | 85     |
| 2016  | Panoz DeltaWing Racing | DeltaWing DWC13 | Élan 1,9 l I4 Turbo     | P      | DAY 12 | SEB 9 | LBH   | LGA 5 | BEL    | WGL 7 | MOS 7 |       | ELK 7   | AUS 5 | ATL 8  | 11e      | 196    |
| 2016  | Starworks Motorsport   | Oreca FLM09     | Chevrolet 6,2 l V8 Atmo | PC     |        |       |       |       |        |       |       | LIM 7 |         |       |        | 28e      | 25     |
| 2017  | Starworks Motorsport   | Oreca FLM09     | Chevrolet 6,2 l V8 Atmo | PC     | DAY 7  | SEB 5 | AUS   | BEL   | WGL    | MOS   | ELK   | ATL   |         |       |        | 13e      | 60     |
| 2018  | HART                   | Acura NSX GT3   | Acura 3,5 l Turbo V6    | GTD    | DAY 16 |       |       |       |        |       |       |       |         |       |        | 35e      | 62     |
| 2018  | 3GT Racing             | Lexus RC F GT3  | Lexus V8 Atmo           | GTD    |        | SEB 5 | MOH   | BEL   | WGL    | MOS   | LIM   | ELK   | VIR     | LGA   | ATL 10 | 35e      | 62     |